# Zona Especial de Conservación Río Pas

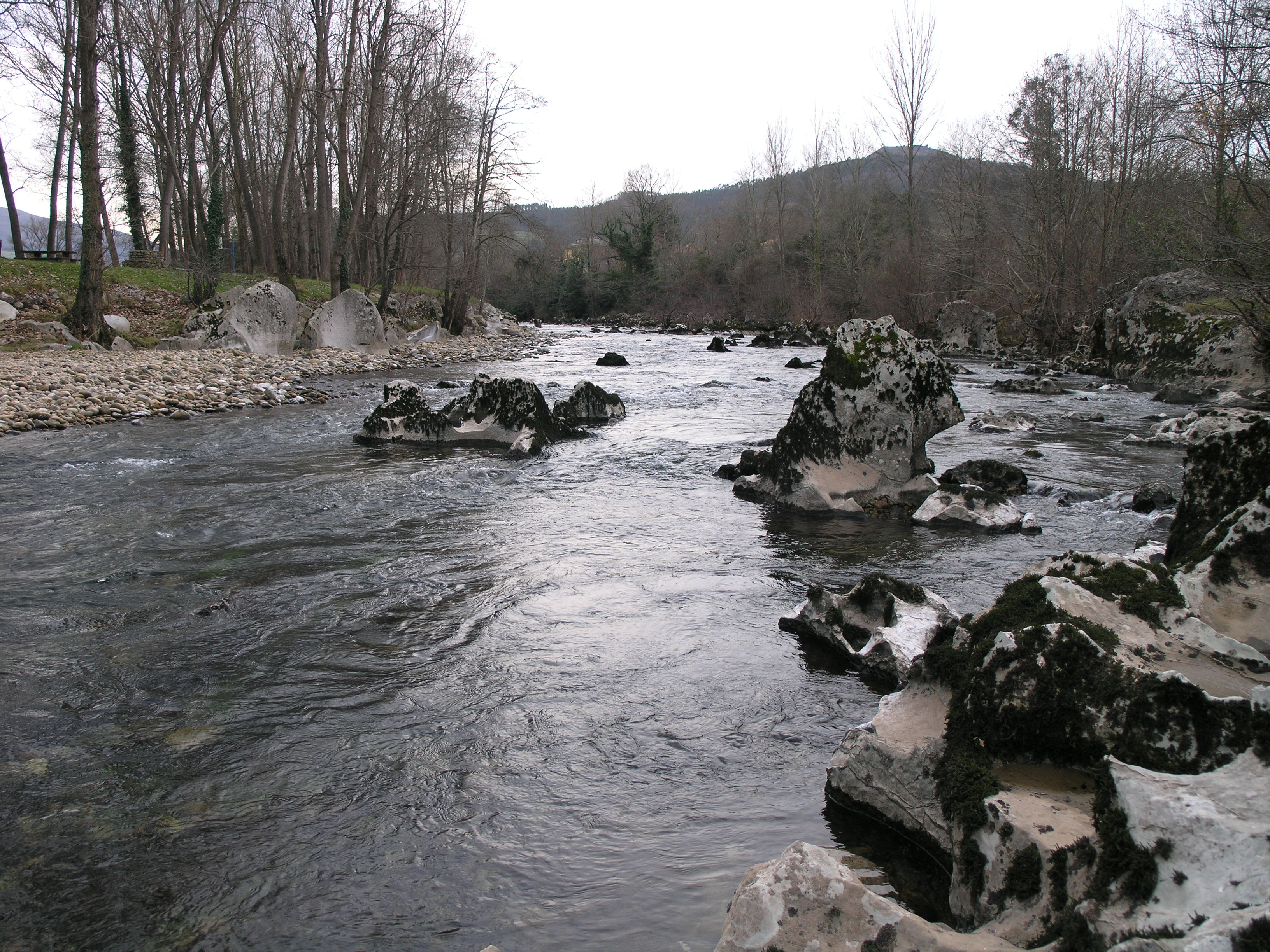
Río Pas a su paso por Puente Viesgo. A la izquierda, al fondo, la ladera del Monte Castillo.

La Zona Especial de Conservación Río Pas es un espacio protegido de Cantabria, declarado Lugar de Importancia Comunitaria por decisión de la Comisión Europea de 7 de diciembre de 2004, designado posteriormente Zona Especial de Conservación mediante el Decreto 19/2017 del Consejo de Gobierno de Cantabria, e incluido en la Red de Espacios Naturales Protegidos de Cantabria por la Ley de Cantabria 4/2006, de 19 de mayo, de Conservación de la Naturaleza.
Comprende el curso principal del Pas, desde su nacimiento hasta su desembocadura, con un trayecto de más de 50 km, además del de su principal afluente, el río Pisueña y otros tributarios de cabecera. Atraviesa los municipios de Vega de Pas, Luena, San Pedro del Romeral, Santiurde de Toranzo, Corvera de Toranzo, Puente Viesgo, Selaya, Villacarriedo, Saro, Villafufre, Santa María de Cayón, Castañeda, Piélagos y Miengo, comprendiendo una superficie superior a las 957 ha.
Entre las especies presentes destacan el salmón atlántico (Salmo salar), la madrilla (Chondrostoma miegii), el sábalo (Alosa alosa), el desmán ibérico (Galemys pyrenaicus), la nutria paleártica (Lutra lutra) o el cangrejo de río (Austropotamobius pallipes).